# Pernarec
Pernarec (německy Pernharz) je obec v okrese Plzeň-sever v Plzeňském kraji. Leží dvanáct kilometrů severozápadně od Města Touškova a žije v ní 731 obyvatel.

## Historie
První písemná zmínka o vesnici pochází z roku 1219, kdy se nacházela v majetku tepelského kláštera. Roku 1788 zde bylo 21 popisných čísel.

## Přírodní poměry
Dominantou kraje je bývalá sopka Vinice (588,9 metrů), která se tyčí nad vsí Skupeč, vzdušnou čarou přibližně tři kilometry daleko. Asi sedmnáct kilometrů západně se nachází Konstantinovy Lázně.

## Obyvatelstvo
Na počátku dvacátých let dvacátého století zde žilo v 69 domech 413 obyvatel.
| Rok            | 1869 | 1880 | 1890 | 1900 | 1910 | 1921 | 1930 | 1950 | 1961 | 1970 | 1980 | 1991 | 2001 | 2011 | 2021 |
| -------------- | ---- | ---- | ---- | ---- | ---- | ---- | ---- | ---- | ---- | ---- | ---- | ---- | ---- | ---- | ---- |
| Počet obyvatel | 794  | 880  | 856  | 841  | 899  | 948  | 987  | 596  | 645  | 703  | 693  | 757  | 754  | 770  | 696  |
| Počet domů     | 125  | 134  | 132  | 137  | 142  | 147  | 166  | 175  | 139  | 149  | 159  | 177  | 209  | 217  | 221  |

## Obecní správa

### Části obce
- Pernarec
- Březí
- Krukanice
- Málkovice
- Něšov
- Skupeč

Od 30. dubna 1976 do 31. prosince 1992 k obci patřily i Čerňovice a od 1. ledna 1986 do 31. prosince 1991 také Křelovice (Křelovice se, již bez Něšova a Skupče, opět osamostatnily k 1. lednu 1992), Mydlovary, Pakoslav, Rozněvice a Šipín.

### Obecní symboly
Znak a vlajka byly obci uděleny rozhodnutím předsedkyně Poslanecké sněmovny Parlamentu České republiky dne 18. května 2012.

## Pamětihodnosti
Dominantou obce je kostel svatého Mikuláše zmiňovaný již roku 1360. V letech 1820–1822 byla upravena a rozšířena loď a nad západním průčelím vztyčena věž. Poslední výraznější úpravy byly provedeny na přelomu devatenáctého a dvacátého století a v roce 1931. Z období kolem roku 1770 pochází štuková výzdoba realizovaná I. F. Platzerem. Jižně pod kostelem leží někdejší fara, k níž přiléhá poničený hospodářský dvůr.
Asi dva a půl kilometru jihozápadně od vesnice se na ostrožně nad Úterským potokem nachází pernarecké hradiště osídlené během eneolitu lidem chamské kultury.

## Osobnosti
- Wenzel Gruber (1814–1890), rakouský anatom
- Chrysostomus Laurentius Pfrogner (1751–1812)[9] rektor pražské univerzity (1802), opat kláštera Teplá (1801–1812), přítel Goethův. Významně se podílel na rozvoji Mariánských Lázní.[10]
- Jiří Mošna (1928–2010), farář a osobní arciděkan.

## Další fotografie

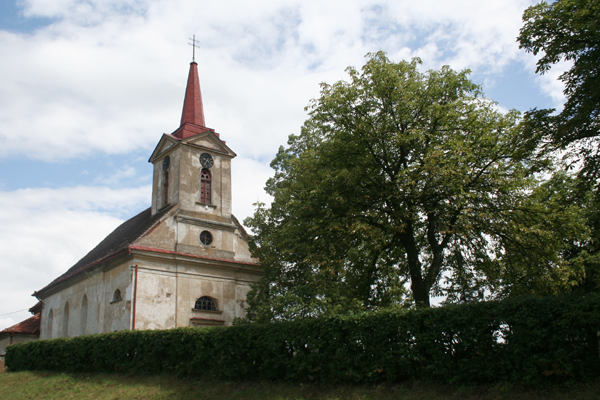
Kostel svatého Mikuláše
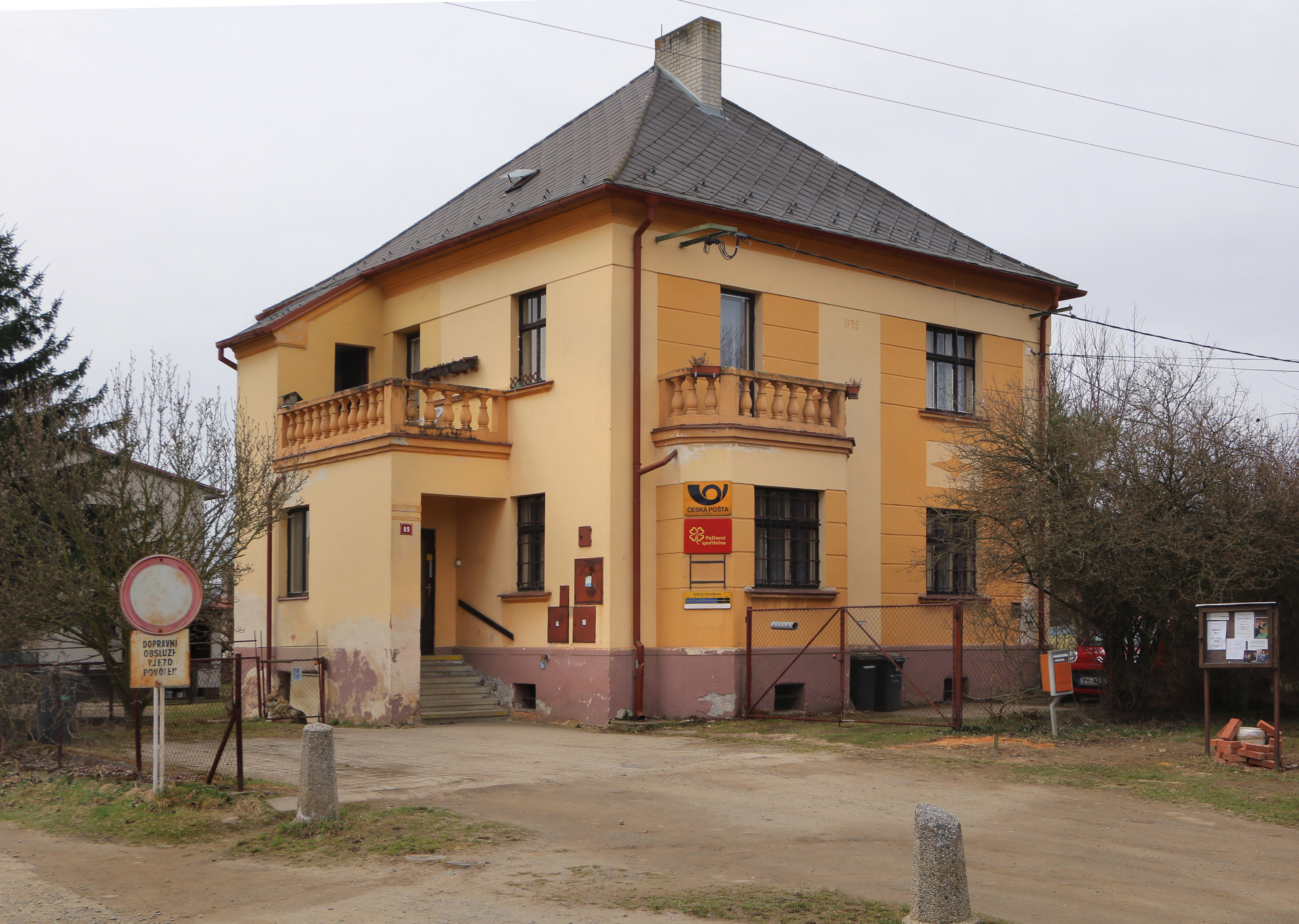
Pošta
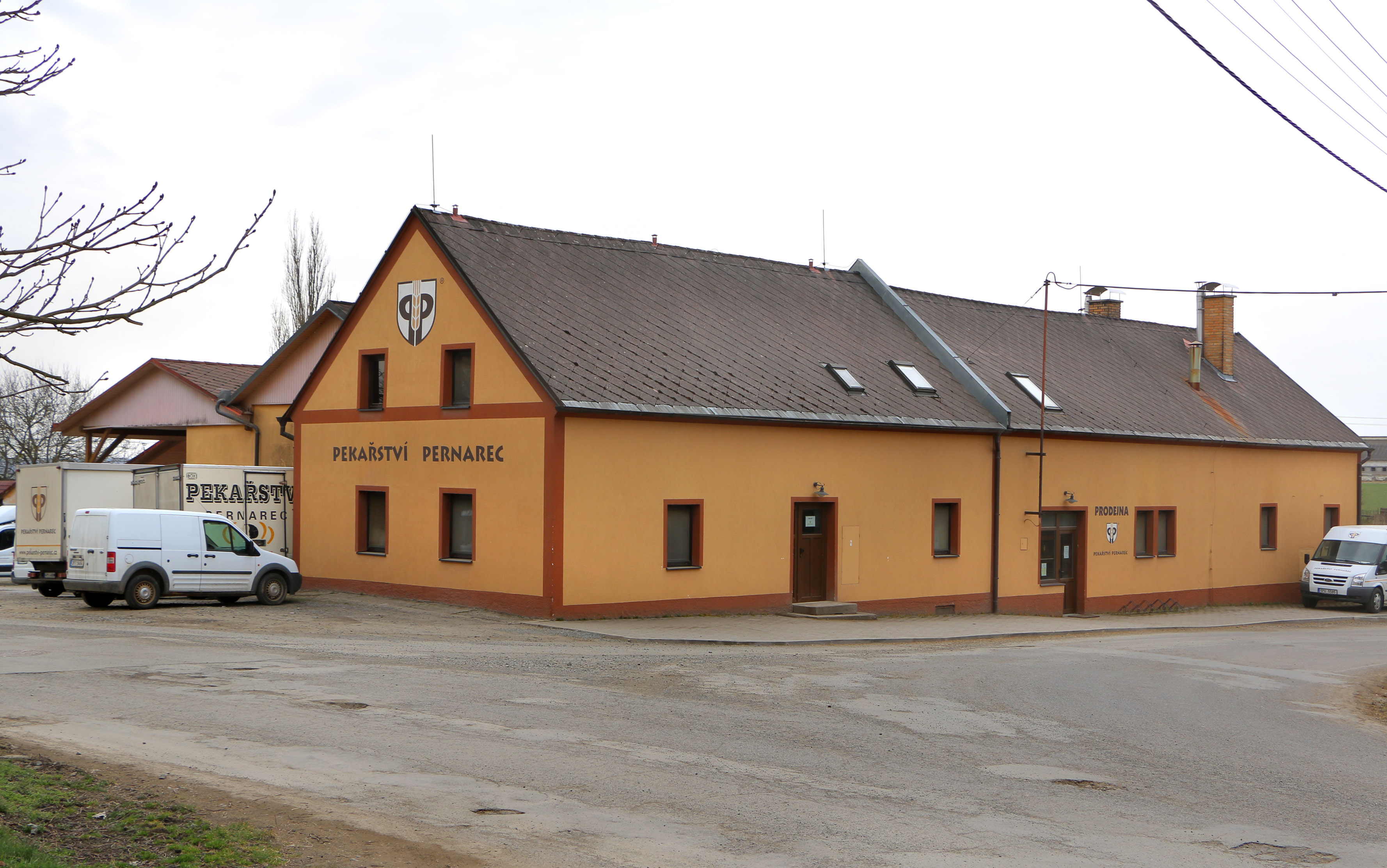
Pekárna
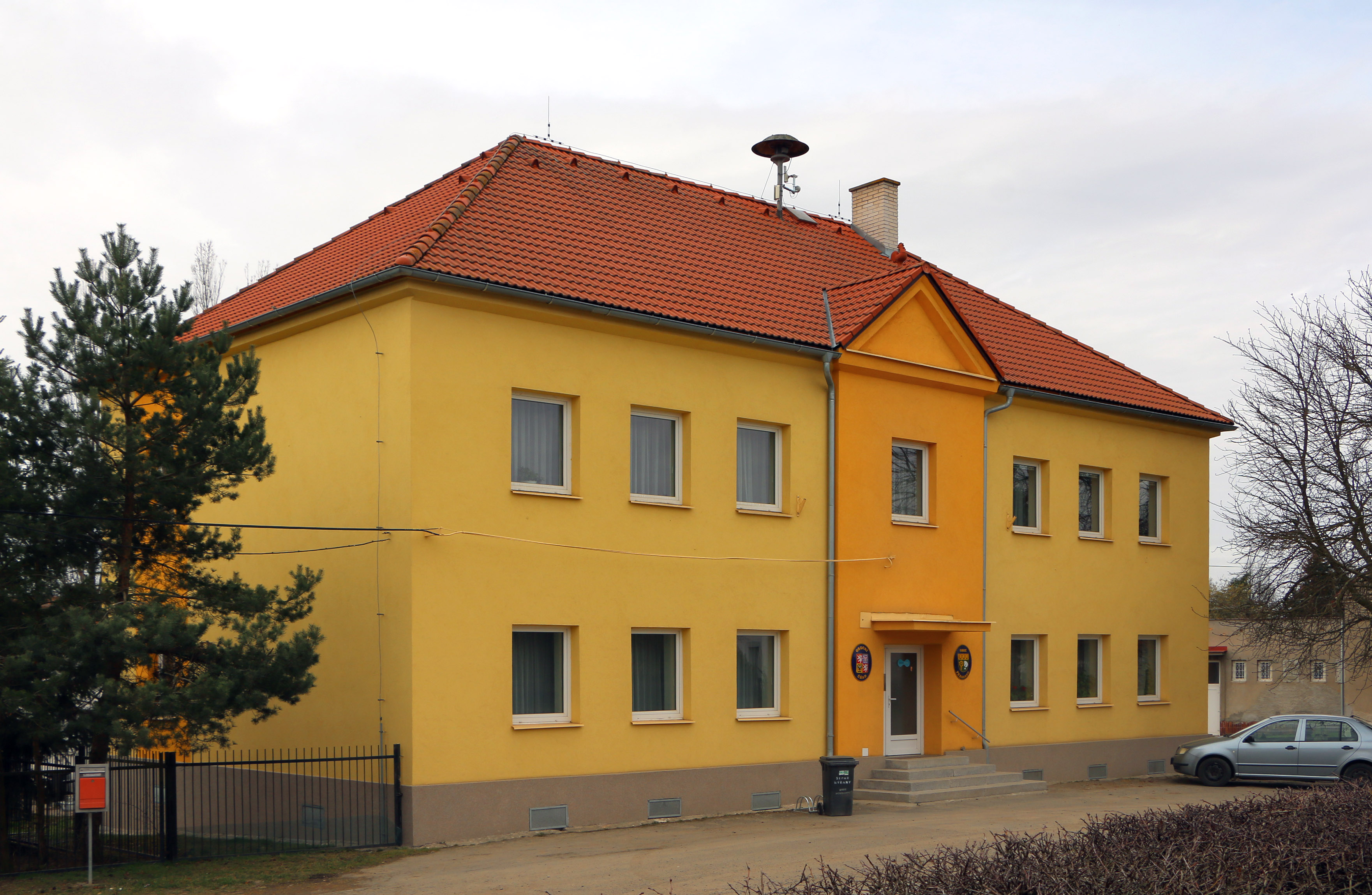
Obecní úřad